# 요시타케 쓰요시
요시타케 쓰요시(일본어: 吉武 剛, 1981년 9월 8일 ~ )는 일본의 전 축구 선수이다.

## 구단 경력
과거 요코하마 FC, 도쿄 베르디에서 활동하였다.